# Happi
Happi

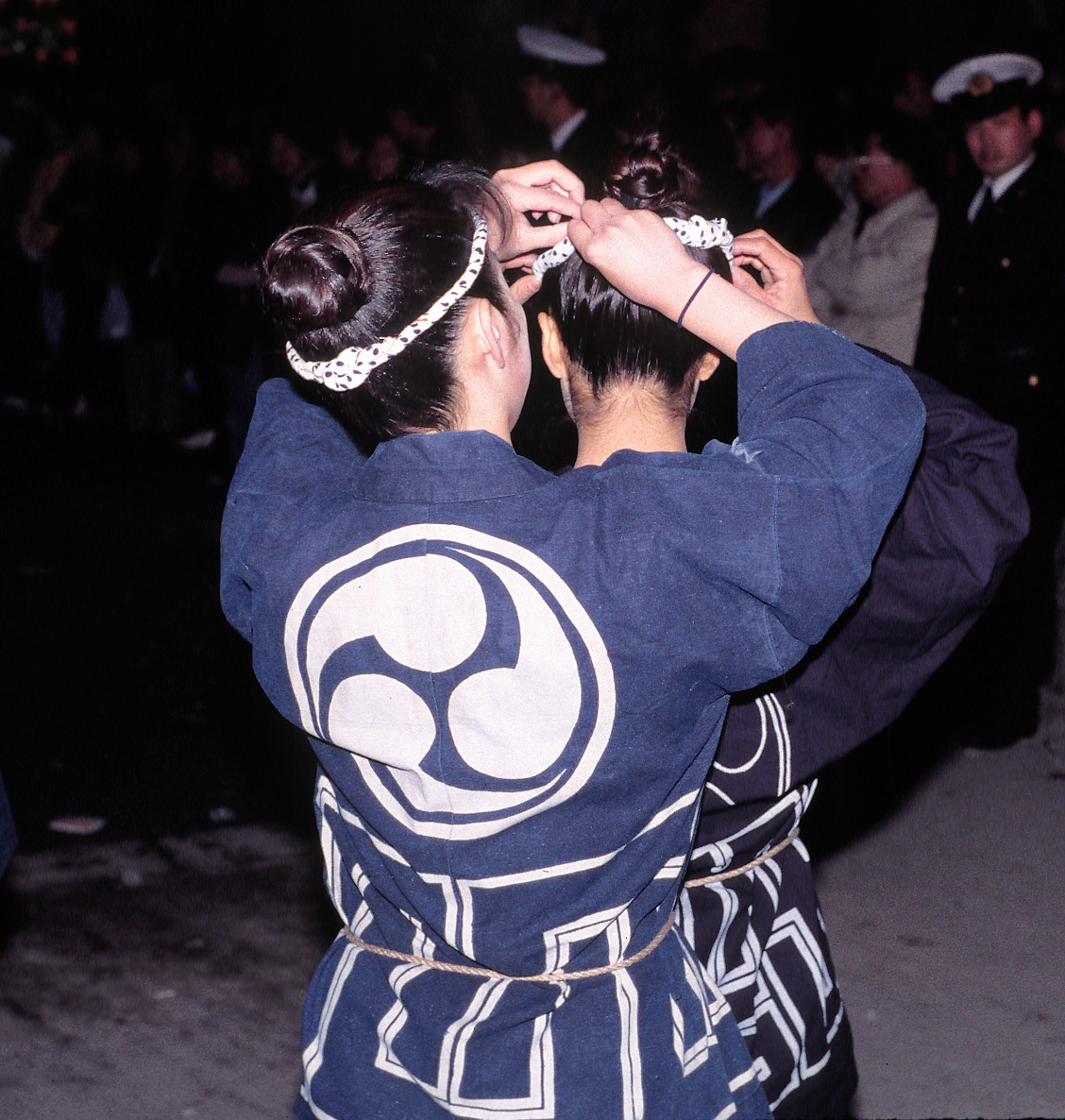
Phụ nữ mặc happi trong lễ hội ở Nhật

là loại áo truyền thống Nhật Bản được làm bằng vải bông nâu hoặc vải bông in chàm. Happi dài tới đầu gối và hay sử dụng làm áo khoác ngoài.
Happi có thể là trơn không hoa văn, hoặc nếu có hoa văn thì thường hoa văn đặc trưng ở giữa lưng, được thiết kế tượng trưng cho 1 tập thể. Một điển hình áo Happi có thể có một biểu tượng ở trung tâm sau lưng, một đường viền dọc theo đường viền của thân áo, xuống mỗi bên của cổ áo phía trước, một tập chữ kanji (chữ Nhật) tên người bảo trợ, thị trấn, công ty hay sự kiện...
Thông thường người Nhật chỉ mặc Happi trong các lễ hội. Ban đầu, hình gia huy của một gia tộc được thể hiện trên chiếc Happi mà gia nhân được mặc. Sau này, áo Happi bình thường bắt đầu mang biểu tượng của các cửa hàng hay tổ chức. Lính cứu hỏa cũng từng phải mặc happi và biểu tượng sau áo cho biết đội nhóm của họ.
Theo truyền thống, Happi được mặc như áo khoác làm việc trong các cửa hàng hoặc tại lễ hội hoặc các sự kiện của công ty như đồng phục.
Happi có nhiều màu sắc khác nhau, nhưng các phiên bản cổ điển thường là màu xanh đậm với thiết kế trắng hoặc đỏ và trắng.
Happi có thể mặc cho tất cả mọi người, bao gồm cả người lớn và trẻ em.
Happi khác hoàn toàn với Haori. Happi không bao giờ được làm bằng lụa (thường là bông) và không có nghĩa là trang phục mặc ngoài kimono. Happi không có đường may nhấn giữa sống lưng, tay áo chỉ khoảng 25 cm và thân áo may dính liền với nhau.